# KAZ

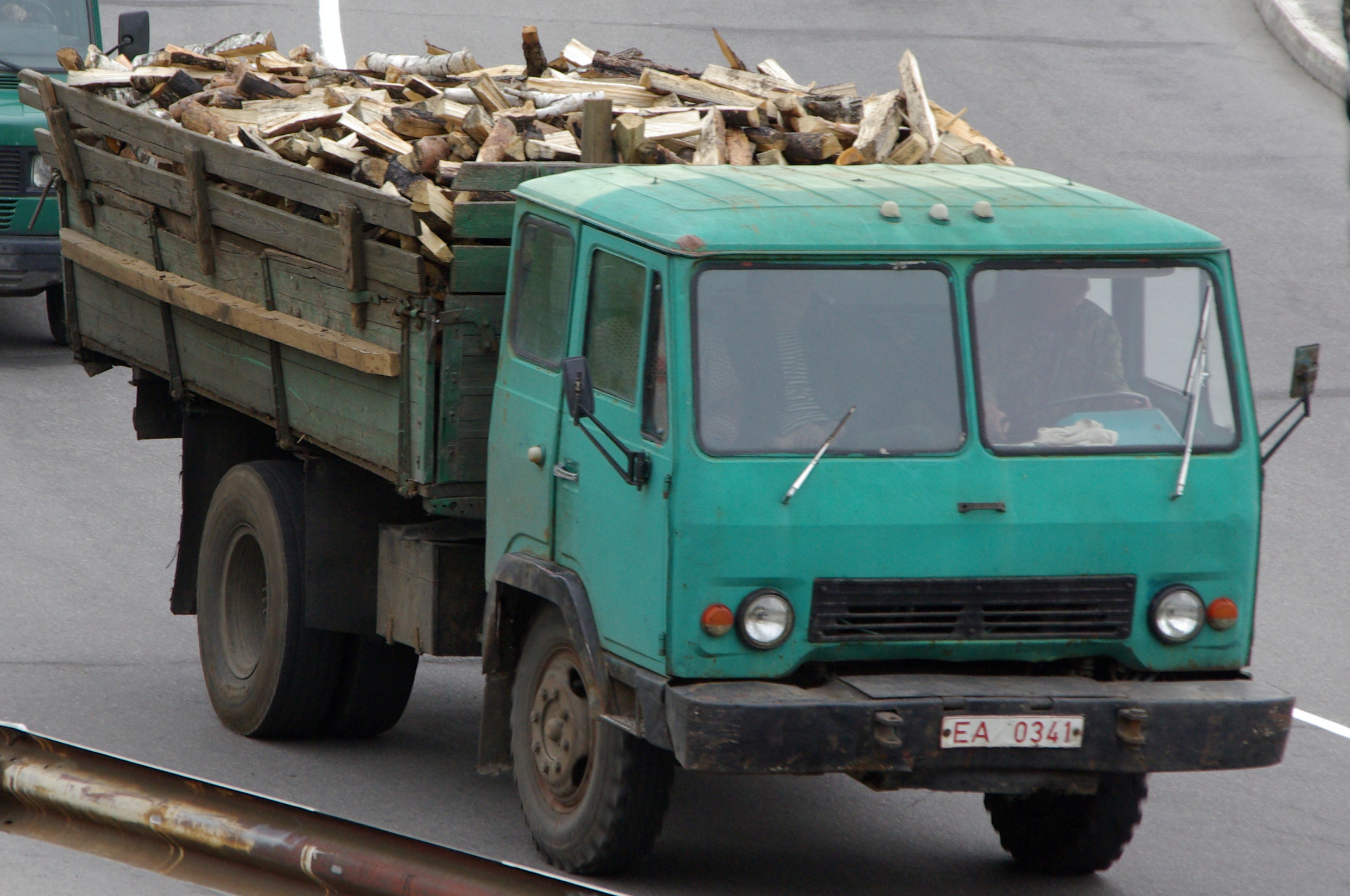
KAZ-608V

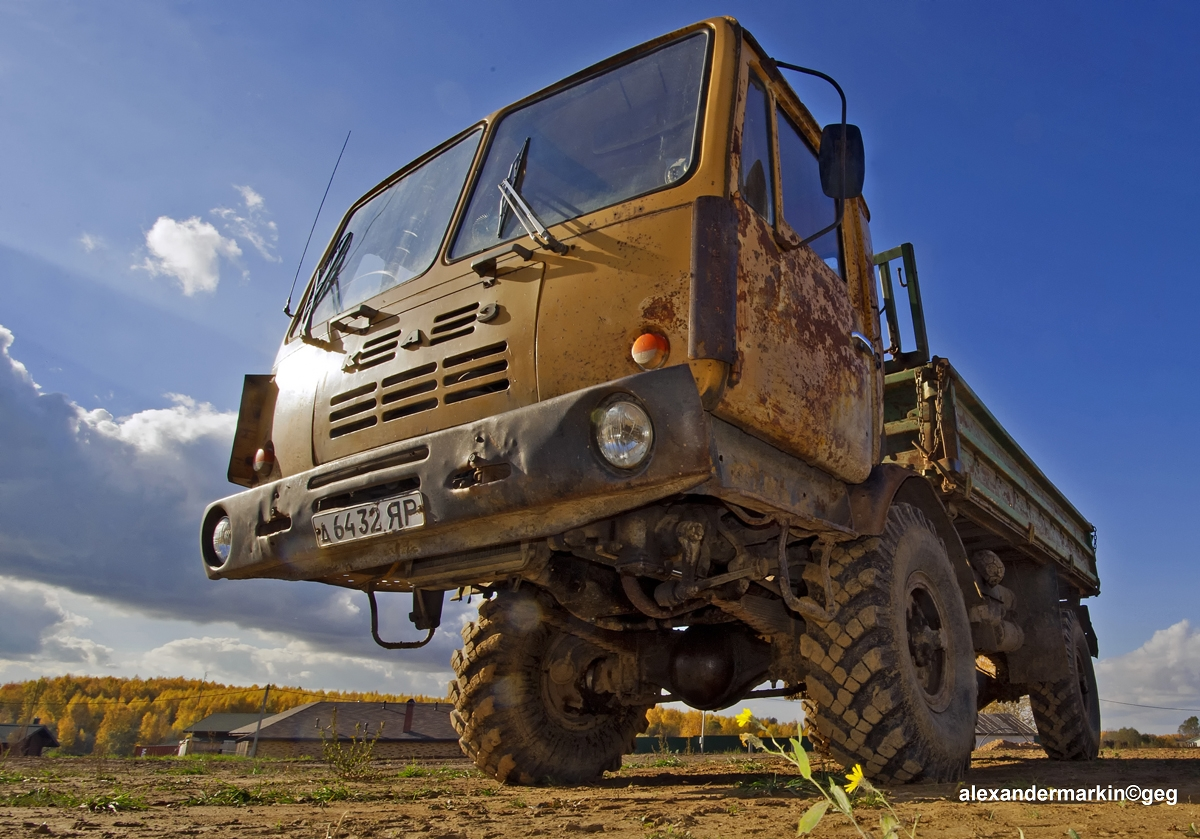
KAZ-4540

KAZ (ros. Кутаисский Автомобильный Завод (КАЗ): Kutaisskij Awtomobilnyj Zawod – Kutajska Fabryka Samochodów, gruz. ქუთაისის საავტომობილო ქარხანა: Kutaisis Saawtomobilo Karchana) – nieistniejący radziecki, a następnie gruziński  producent samochodów ciężarowych, działający w mieście Kutaisi. Pojazdy były znane w ZSRR pod nazwą Kolchida (od krainy historycznej na terenie Gruzji).

## Historia i opis fabryki
W kwietniu 1945 roku rozpoczęła się budowa zakładów samochodowych im. Serga Ordżonikidze, przy której pracowali m.in. polscy żołnierze Okręgu Wilno Armii Krajowej osadzeni w podobozach w Kutaisi. W 1950 roku rozpoczęła się w fabryce produkcja silników i skrzyń biegów. 18 sierpnia 1951 roku z taśmy zjechała pierwsza ciężarówka – ZiS-150, którą później produkowano pod nazwą KAZ-150. W 1952 roku rozpoczęto produkcję ciężarówek KAZ-585B opartych na podwoziu ZIS-150. W połowie lat 50. zorganizowano własne biuro projektowe. W maju 1962 roku rozpoczęła się produkcja seryjna ciężarówek KAZ-606 „Kolchida”, która trwała do 1968 roku. W 1967 roku ruszyła produkcja zmodernizowanego modelu KAZ-608 „Kolchida”. W 1976 roku zakład otrzymał Order Czerwonego Sztandaru Pracy. W 1977 roku do produkcji wdrożono model KAZ-608V, który charakteryzował się kanciastą kabiną. W 1984 roku pojawił się w produkcji KAZ-4540 odznaczający się ówcześnie nowoczesną stylistyką. W 1989 roku fabryka zatrudniała 18 tys. pracowników, zakończyła się też produkcja modelu 608V. W 1991 roku Gruzja odłączyła się od Związku Radzieckiego, wraz z tym rozpoczęły się problemy gospodarcze w kraju i utrata radzieckiego rynku, co przełożyło się na kryzys w fabryce. Jeszcze w 1990 roku zakład wyprodukował 5736 pojazdów, a już w 1991 r. – 2658 i 650 ciężarówek w 1993 roku. W latach 1995–1996 koncern General Motors był zainteresowany montażem samochodów w KAZ i eksportem ich do Rosji, jednak ze względu na wysokie opodatkowanie w Gruzji wycofał się z tego pomysłu. W 2001 roku zakład zatrudniał już tylko 1600 pracowników, w tym samym roku zakończono też produkcję ostatniego modelu fabryki – KAZ-4540. W 2002 roku nie powiodły się plany montażu w zakładach KAZ indyjskich samochodów terenowych Mahindra & Mahindra Limited. W 2003 roku montowano w Kutaisi pojazdy ciężarowe KAMAZ. Zakład zaczął popadać w ruinę i w 2010 roku większość terenów fabryki była nieczynna. Część zakładów pod nazwą KAMP należy do gruzińskiej grupy przemysłowej GIG i działa w branży metalowej.

## Modele
- KAZ-120T
- KAZ-150
- KAZ-585
- KAZ-600
- KAZ-601
- KAZ-605
- KAZ-606
- KAZ-608
- KAZ-4502
- KAZ-4540